# Новий монастир святої Клари
Нови́й монасти́р свято́ї Кла́ри (порт. Mosteiro (Convento) de Santa Clara-a-Nova) — колишній католицький жіночий монастир у Португалії, в місті Коїмбра, парафії Санта-Клара. Названий на честь святої Клари. Заснований 1647 року замість Старого монастиря святої Клари, що зазнав руйнувань від повеней, спричинених річкою Мондегу. Збудований у 1649—1696 роках у маньєристському стилі.  Належав кларискам, Ордену францисканців. Національна пам'ятка Португалії (1910).

## Назва
- Кої́мбрський монасти́р свято́ї Кла́ри (порт. Mosteiro de Santa Clara de Coimbra) — офіційна назва в часи існування обителі.
- Нови́й (жіночий) монасти́р святої Кла́ри (порт. Mosteiro (Convento) de Santa Clara-a-Nova) — назва, надана на противагу Старому монастирю
- Жіно́чий монасти́р свято́ї короле́ви Ізабе́ли (порт. Convento da Rainha Santa Isabel)

## Історія

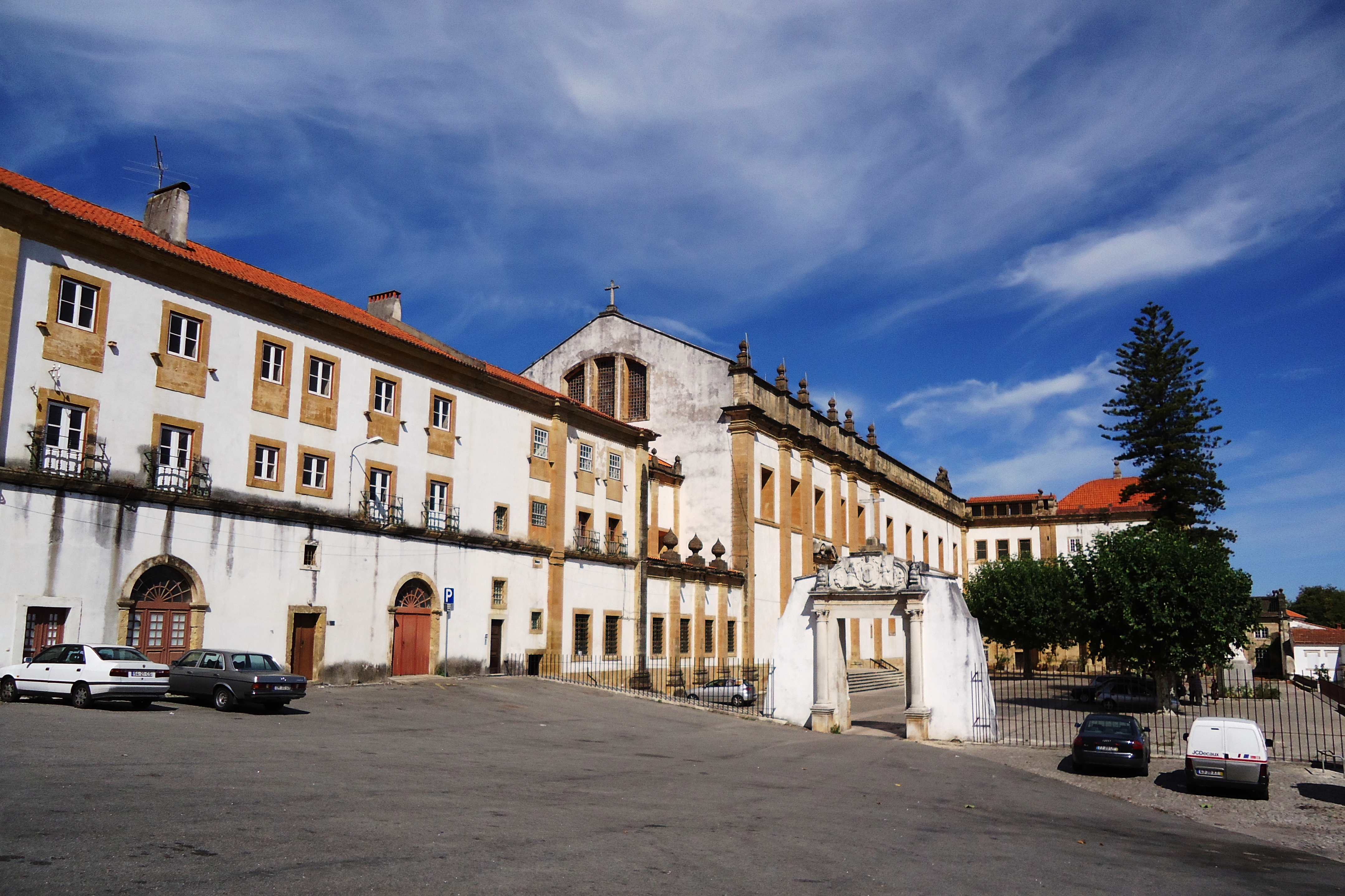
Новий монастир святої Клари.

Новий монастир святої Клари було засновано 1647 року з волі португальського короля Жуана IV. Ця обитель мусила замінити Старий монастир святої Клари на березі Мондегу, що потерпав від річкових повеней. 
1649 року почалися будівельні роботи. План монастиря спроектував Жуан Турріану, бенедиктинський монах і королівський інженер, який обрав простий маньєристський стиль. Будівництвом керував архітектор Матеуш ду Коту. 1696 року завершили і освятили нову монастирську церкву святої Клари. Загалом обитель отримала 14 вівтарів, включно з домом капітули та боковими каплицями. До центрального вівтаря перенесли інвентар із церкви Старого монастиря, а також готичний саркофаг королеви Ізабели, його фундаторки. 1614 року його виготовили зі срібла та скла художники Домінгуш Лопіш і Мануел Морейра. Статую королеви зробив у ХІХ столітті скульптор Антоніу Тейшейра Лопіш.
1761 року угорський архітектор Карл Мардел звів монастирські ворота у бароковому стилі. Йому також приписують спорудження двоповерхового клуатру обителі, шедеврів португальського бароко.
1834 року монастир був націоналізований ліберальним урядом Португалії внаслідок розпуску релігійних орденів у країні.

## Галерея

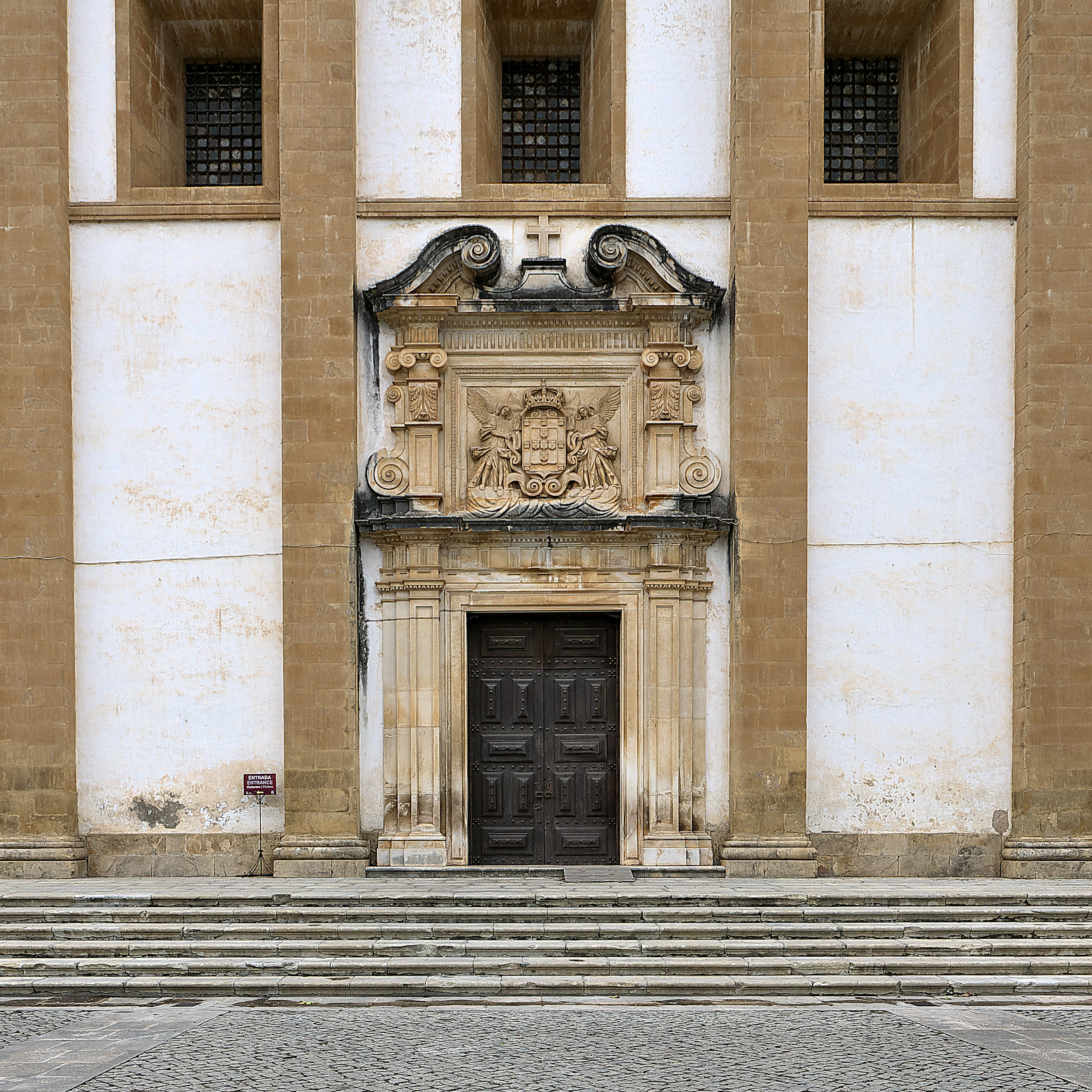
Центральний вхід
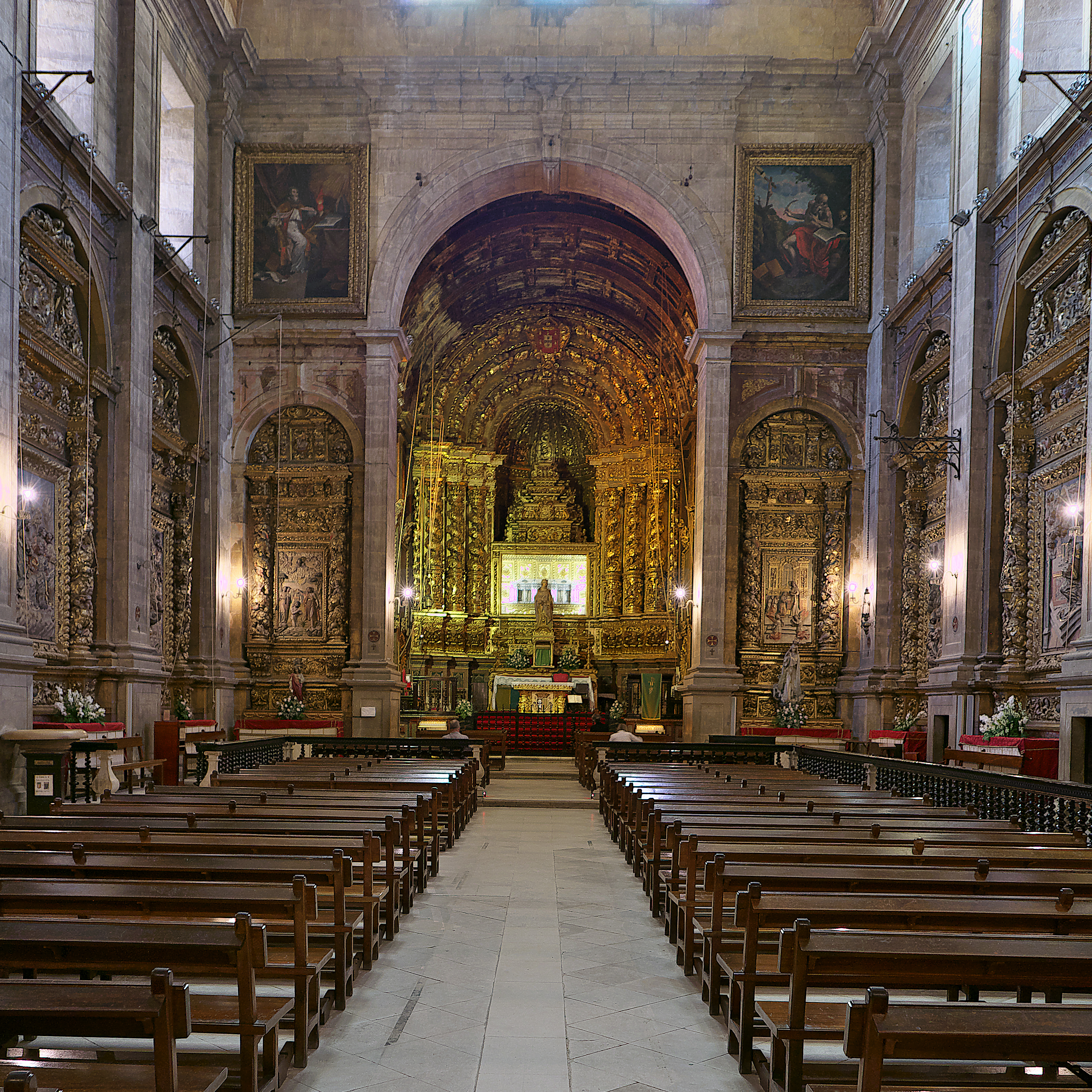
Вівтар церква
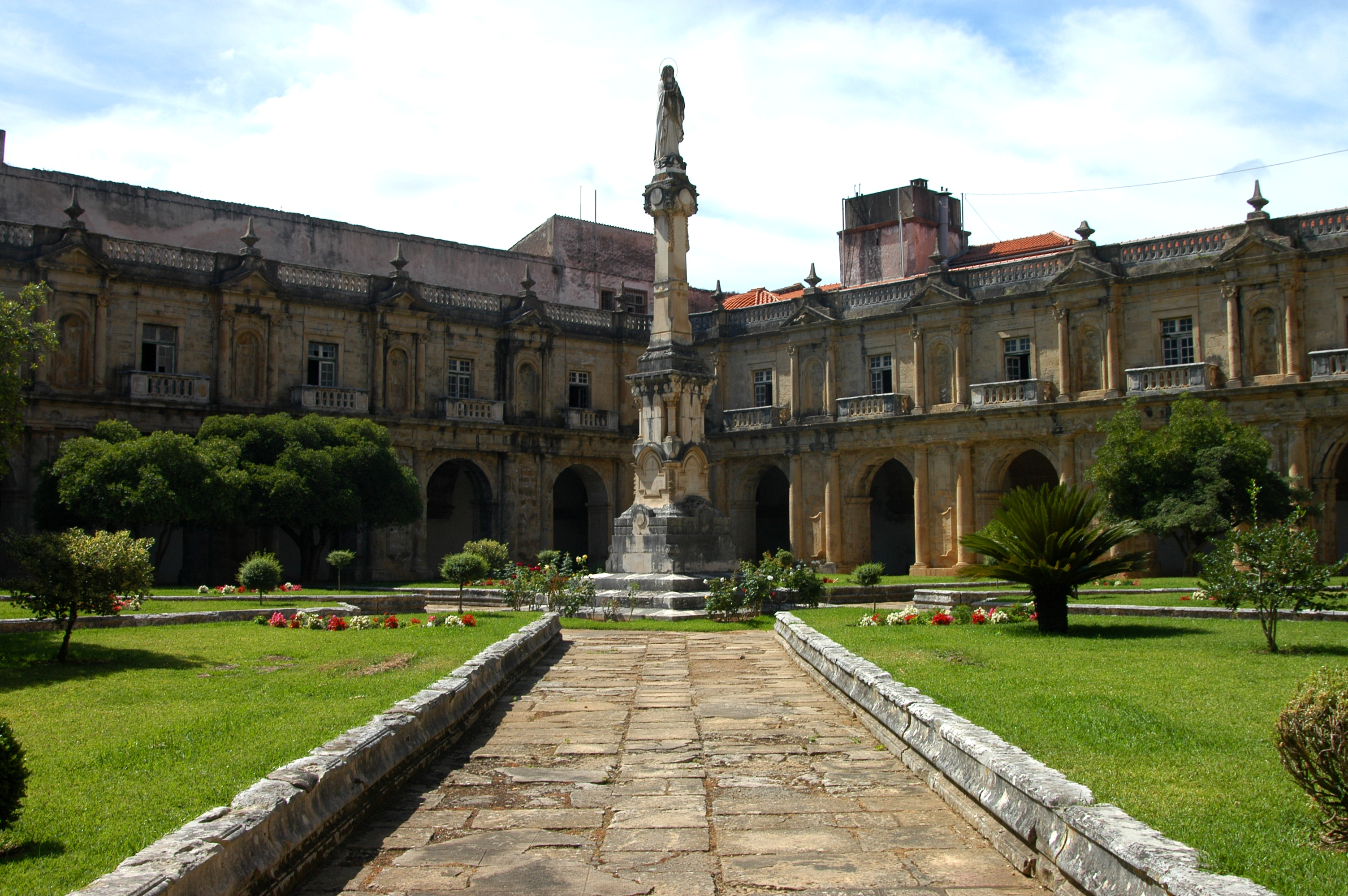
Клуатр
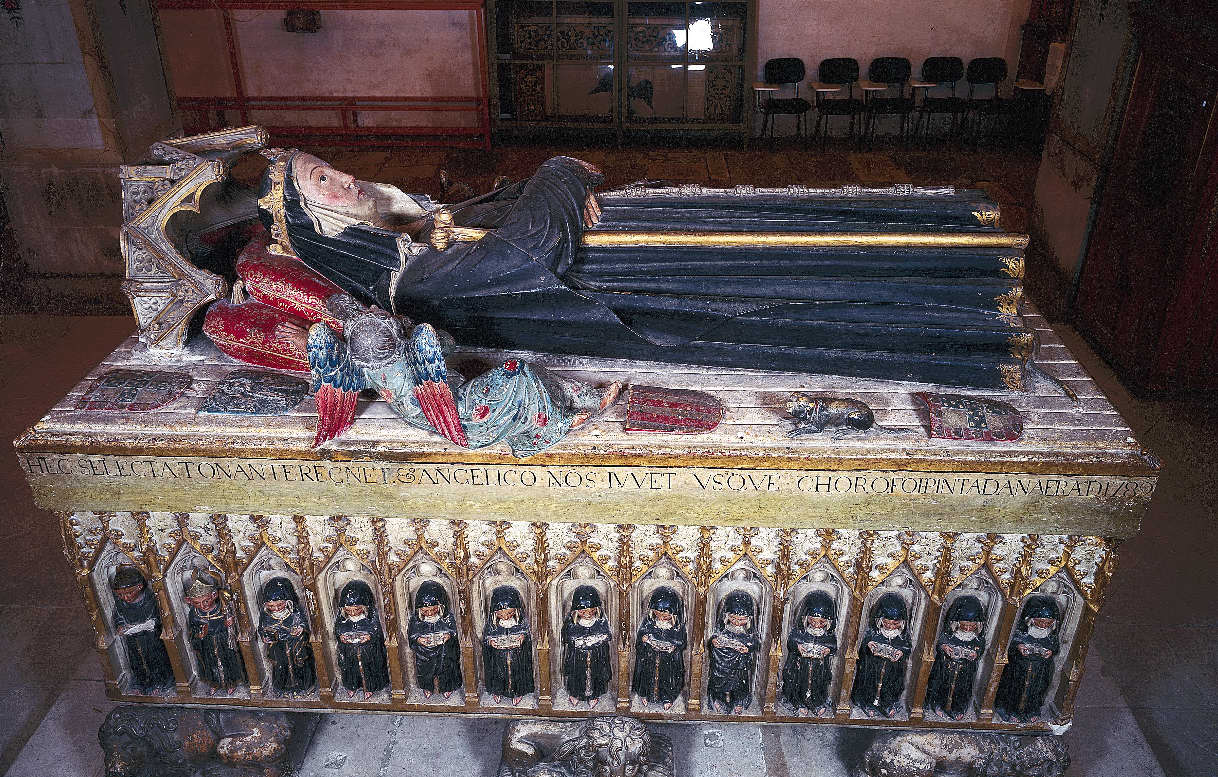
Саркофаг Ізабели
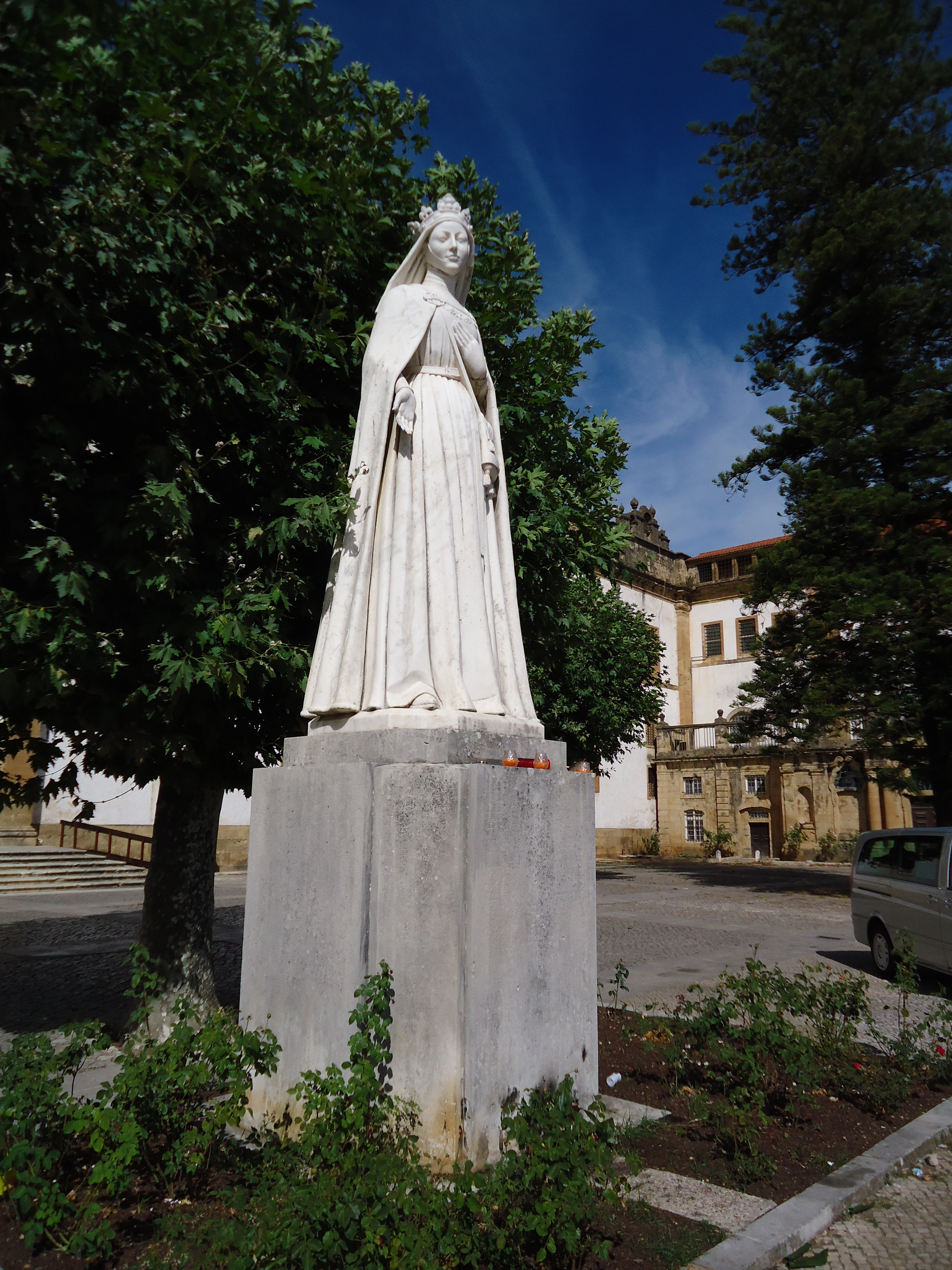
Пам'ятник Ізабелі